# Marmosops bishopi
Marmosops bishopi är en pungdjursart som först beskrevs av Leo Pine 1981. Marmosops bishopi ingår i släktet Marmosops och familjen pungråttor. IUCN kategoriserar arten globalt som livskraftig. Inga underarter finns listade.
Artepitet i det vetenskapliga namnet hedrar zoologen Ian R. Bishop som var aktiv vid Natural History Museum.
Pungdjuret förekommer i sydöstra Peru, norra Bolivia och centrala Brasilien vid Andernas östra sluttningar och i låglandet framför. Habitatet utgörs av olika slags skogar.